# خانه پوشالی (مجموعه تلویزیونی بریتانیایی)
خانه پوشالی، سه‌گانۀ خانۀ پوشالی یا نقشه باطل (به انگلیسی: House of Cards) نام یک سریال سیاسی- هیجانی بریتانیایی محصول سال ۱۹۹۰ میلادی است.
این سریال برگرفته از رمانی با همین نام نوشته مایکل دابز است که خودش عضو حزب محافظه‌کاران بریتانیا بود. موضوع سریال رقابت‌های سیاسی در انگلستان پس از دوران نخست‌وزیری مارگارت تاچر است.
این سریال سه فصل چهار قسمتی است. فصل دوم آن «to play the king» و فصل سوم «the final cut» می باشند. 
فصل اول این سریال با نام خانه پوشالی در ابتدای دهه ۷۰ خورشیدی از تلویزیون ایران پخش شد. این سریال یک جایزه بفتا برای ایان ریچاردسون و یک جایزه اِمی برای دیویس به ارمغان آورد.

## نسخه آمریکایی
نسخه آمریکایی سریال خانه پوشالی بازسازی سریال کوتاه انگلیسی به همین نام نیز ساخته شده‌است که در آمریکا طرفداران زیادی پیدا کرد.